# TNA World Tag Team Championship
TNA World Tag Team Championship – tytuł mistrzowski tag teamów utworzony przez amerykańską federację wrestlingu Total Nonstop Action Wrestling (dawniej Impact Wrestling).
Zanim utworzono TNA World Tag Team Championship TNA od 2002 roku posiadało kontrolę nad NWA World Heavyweight Championship i NWA World Tag Team Championship, zgodnie z porozumieniem zawartym z organizacją National Wrestling Alliance (NWA), która była właścicielką wymienionych tytułów. W 2007 roku umowa między oboma podmiotami zakończyła się, co dało impuls dla TNA do stworzenia własnego mistrzostwa. Federacja ustanowiła je 14 maja 2007 roku podczas nagrań do telewizyjnego programu federacji – TNA Impact!. Pasy mistrzowski zostało zaprezentowane 17 maja szerszej publiczności w podkaście – TNA Today. Tego dnia Team 3D (Brother Ray i Brother Devon) otrzymali nowy tytuł z rąk Jeremy’ego Borasha i Jima Cornette’a.
28 lipca 2015 roku, podczas nagrań do programu Impact Wrestling, TNA World Tag Team Championship zdobyli Brian Myers i Trevor Lee, zawodnicy federacji Global Force Wrestling (GFW). Był to element tzw. inwazji wrestlerów GFW na TNA.

## Historia tytułu

### NWA World Tag Team Championship
Total Nonstop Action Wrestling założono w maju 2002 roku. Zarząd National Wrestling Alliance przyznał nowo powstałej federacji kontrolę nad swoimi tytułami NWA World Heavyweight Championship i NWA World Tag Team Championship, w następstwie czego TNA stało się częścią NWA jako NWA – TNA. 19 czerwca NWA – TNA zorganizowało inauguracyjną cotygodniową galę pay – per – view. 3 lipca, w trzecim epizodzie, drużyna złożona z AJ Stylesa i Jerry’ego Lynna pokonała The Rainbow Express (Bruce i Lenny Lane) o miano pierwszych mistrzów tag teamów.

### Utworzenie tytułu i zmiany
Rywalizacja o NWA World Heavyweight Championship i NWA World Tag Team Championship toczyła się w TNA do 13 maja 2007 roku. Tego dnia Robert Trobich, Dyrektor Wykonawczy NWA, oświadczył, że jego organizacja kończy pięcioletnią współpracę z Total Nonstop Action Wrestling, jednocześnie odebrał tytuły Christianowi Cage’owi (mistrzowi wagi ciężkiej) oraz Team 3D (mistrzom tag teamów). Rzekomym powodem tej decyzji była postawa Cage’a, który nie chciał bronić pasa mistrzowskiego w walkach z zawodnikami z innych terytoriów NWA. 13 maja TNA zaplanowało zorganizowanie gali Sacrifice, gdzie mistrz wagi ciężkiej i mistrzowie tag teamowi mieli bronić swoje tytuły. W karcie wydarzenia Team 3D postawili na szali NWA World Tag Team Championship w Three Way matchu przeciwko Scottowi Steinerowi i Tomko oraz Hernandezowi i Homicide’owi, walczącym w tag teamie zwanym The Latin American Xchange (LAX).
Podczas Sacrifice grafika na głównym ekranie nadal przedstawiała Cage’a i Team 3D jako mistrzów NWA, jednakże komentatorzy sportowi w zapowiedziach ich walk używali jedynie określeń „World Heavyweight Championship” i „World Tag Team Championship”, a jednocześnie pomijali człon NWA. Team 3D pokonali swoich przeciwników, broniąc World Tag Team Championship.
17 maja 2007 roku Jeremy Borash oraz Jim Cornette, Dyrektor Zarządzający TNA, ujawnili pasy TNA World Tag Team Championship podczas podkastu TNA Today i nagrodzili nimi Team 3D. Zawodnicy zostali uznani pierwszymi oficjalnymi mistrzami.
W marcu 2017 roku zarząd TNA postanowił zmienić nazwę federacji na Impact Wrestling. Aby odzwierciedlić tę zmianę, tytuł mistrzowski był zapowiadany jako Impact Wrestling World Tag Team Championship. W wyniku połączenia Impact Wrestling i Global Force Wrestling w czerwcu tego samego roku mistrzostwo zostało zunifikowane z pierwotnym GFW Tag Team Championship na Slammiversary XV, stając się Unified GFW World Tag Team Championship. Na Destination X władze organizacji zaprezentowały nowy pas, na którym widniała nazwa GFW World Tag Team Championship, oraz zachowały rodowód TNA. Dalsze zawirowania sprawiły, że Impact Wrestling porzucił nazwę GFW i od tamtej pory prezentował wyróżnienie wagi ciężkiej w uproszczonej formie – Tag Team Championship (na pasie nadal widniało logo GFW). Pod koniec 2017 roku federacja wprowadziła logo Impactu na pasie mistrzowskim.
W październiku 2023 roku Impact ogłosił zmianę nazwy federacji ponownie na TNA, przez co tytuł powrócił do nazwy TNA World Tag Team Championship.

## Panowania

### Nazwy
| Nazwa                                        | Lata                                |
| -------------------------------------------- | ----------------------------------- |
| TNA World Tag Team Championship              | 13 maja 2007 – 1 marca 2017         |
| Impact Wrestling World Tag Team Championship | 2 marca 2017 – 2 lipca 2017         |
| Unified GFW World Tag Team Championship      | 2 lipca 2017 – 17 sierpnia 2017     |
| GFW World Tag Team Championship              | 17 sierpnia 2017 – 18 września 2017 |
| Impact World Tag Team Championship           | 18 września 2017 – 13 stycznia 2024 |
| TNA World Tag Team Championship              | 13 stycznia 2024 – obecnie          |

### Posiadacze
| Nr | Mistrzowie                                                       | Zmiana mistrza       | Zmiana mistrza              | Zmiana mistrza                 | Statystyki panowania | Statystyki panowania | Notka | Odn.          |
| Nr | Mistrzowie                                                       | Data                 | Gala                        | Miejsce                        | Panowanie            | Dni                  | Notka | Odn.          |
| -- | ---------------------------------------------------------------- | -------------------- | --------------------------- | ------------------------------ | -------------------- | -------------------- | --- | ------------- |
| 1  | Team 3D (Brother Ray i Brother Devon)                            | 17 maja 2007         | TNA Today                   | Orlando, Floryda               | 1                    | 59                   | Team 3D, zdobyli mistrzostwo 17 maja 2007, gdzie zostali nagrodzeni tytułami i pozbawieni NWA Tag Team Championship. | [ 9 ]         |
| 2  | Samoa Joe                                                        | 15 lipca 2007        | Victory Road                | Orlando, Floryda               | 1                    | 28                   | Joe wygrał tytuły z Kurtem Anglem, jednak postanowił być sam mistrzem. | [ 10 ]        |
| 3  | Kurt Angle                                                       | 12 sierpnia 2007     | Hard Justice                | Orlando, Floryda               | 1                    | 15                   | Kurt Angle, TNA World Heavyweight Champion i IWGP World Heavyweight Champion, pokonał samoa Joe, TNA X Division Championa i TNA World Tag Team Championa w "Winner Take All" matchu. Wszystkie tytuły były na szali.                                                    | [ 11 ]        |
| 4  | Kurt Angle i Sting                                               | 27 sierpnia 2007     | TNA Impact!                 | Orlando, Floryda               | 1                    | 13                   | Sting pokonał AJ Stylesa, Christiana Cage’a i Samoa Joe w Four-way matchu, aby zostać partnerem Angle’a. Wyemitowano 30 sierpnia 2007. | [ 12 ]        |
| 5  | Team Pacman (Adam Jones i Ron Killings)                          | 9 września 2007      | No Surrander                | Orlando, Floryda               | 1                    | 35                   | | [ 13 ]        |
| 6  | Christian’s Coalition (AJ Styles i Tomko)                        | 14 października 2007 | Bound for Glory             | Duluth, Georgia                | 1                    | 187                  | Pokonali Rona Killingsa i Concequences Creeda (następcę Jonesa). | [ 14 ]        |
| 7  | Kaz i Eric Young/Super Eric                                      | 15 kwietnia 2008     | TNA Impact!                 | Orlando, Floryda               | 1                    | <1                   | Był to Three-way tag team match, w którym brali również udział The Latin American Xchange. | [ 15 ]        |
| —  | Wakat                                                            | 15 kwietnia 2009     | TNA Impact!                 | Orlando, Floryda               | —                    | —                    | Jim Cornette pozbawił Kaza i Erica Younga tytuł, gdy ten ostatni odmówił przyznania się, że jest Super Erikiem. Wyemitowano 17 kwietnia 2008. | [ 15 ]        |
| 8  | The Latin American Xchange (Hernandez i Homicide)                | 11 maja 2008         | Sacrifice                   | Orlando, Floryda               | 1                    | 91                   | Pokonali Team 3D w finale The Dauces Wild tag Team Tournament o zwakowany tytuł. | [ 16 ]        |
| 9  | Beer Money, Inc. (James Storm i Robert Roode)                    | 10 sierpnia 2008     | Hard Justice                | Trenton, New Jersey            | 1                    | 128                  | | [ 17 ]        |
| 10 | Jay Lethal i Consequences Creed                                  | 16 grudnia 2008      | TNA Impact!                 | Orlando, Floryda               | 1                    | 26                   | Lethal wykorzystał swoją walizkę Feast or Fired, wybierając za swojego partnera Creeda. Wyemitowano 8 stycznia 200. | [ 18 ]        |
| 11 | Beer Money, Inc. (James Storm i Robert Roode)                    | 11 stycznia 2009     | Genesis                     | Charlotte, Karolina Północna   | 2                    | 98                   | Był to Three-way tag team match, w którym brali również udział Abyss i Matt Morgan. | [ 19 ]        |
| 12 | Team 3D (Brother Ray i Brother Devon)                            | 19 kwietnia 2009     | Lockdown                    | Filadelfia, Pensylwania        | 2                    | 63                   | Był to Philadelphia Street Fight. Wygrali również IWGP Tag Team Championship. | [ 20 ]        |
| 13 | Beer Money, Inc. (James Storm i Robert Roode)                    | 21 czerwca 2009      | Slammiversary               | Auburn Hills, Michigan         | 3                    | 28                   | | [ 21 ]        |
| 14 | The Main Event Mafia (Booker T i Scott Steiner)                  | 19 lipca 2009        | Victory Road                | Orlando, Floryda               | 1                    | 91                   | | [ 22 ]        |
| 15 | The British Invasion/World Elite (Brutus Magnus i Doug Williams) | 18 października 2009 | Bound for Glory             | Irvine, Kalifornia             | 1                    | 91                   | Był to Four-way Full Metal Mayhem tag team match. Na szali znalazło się również IWGP Heavyweight Championship. | [ 23 ]        |
| 16 | Hernandez (2) i Matt Morgan                                      | 17 stycznia 2010     | Genesis                     | Orlando, Floryda               | 1                    | 78                   | | [ 24 ]        |
| 17 | Matt Morgan                                                      | 5 kwietnia 2010      | TNA Impact!                 | Orlando, Floryda               | 1                    | 29                   | Morgan uznał się za samodzielnego mistrza, po doznaniu przez Hernandeza kontuzji. | [ 25 ]        |
| 18 | The Band (Eric Young, Kevin Nash i Scott Hall)                   | 4 maja 2010          | TNA Impact!                 | Orlando, Floryda               | 1                    | 41                   | Nash wykorzystał swoją walizkę Feast or Fired, wybierając za swojego partnera Halla. Wyemitowano 13 maja 2010. Younga uznaje się za trzeciego członka zespołu pod zasadą Freebird Rule.                                                                                 | [ 26 ]        |
| —  | Wakat                                                            | 14 czerwca 2010      | TNA Impact!                 | Orlando, Floryda               | —                    | —                    | The Band zostali pozbawieni tytułu z powodu problemów z prawem Scotta Halla. Wyemitowano 17 czerwca 2010. | [ 27 ]        |
| 19 | The Motor City Machine Guns (Alex Shelley i Chris Sabin)         | 11 lipca 2010        | Victory Road (2010)         | Orlando, Floryda               | 1                    | 182                  | Pokonali Beer Money, Inc. (James Storm i Bobby Roode) w walce o zwakowany tytuł. | [ 28 ]        |
| 20 | Beer Money, Inc. (James Storm i Robert/Bobby Roode)              | 9 stycznia 2011      | Genesis                     | Orlando, Floryda               | 4                    | 212                  | W maju 2011 Robert Roode zmienił swój pseudonim na Bobby Roode. | [ 29 ]        |
| 21 | Mexican America (Anarquia i Hernandez (3))                       | 9 sierpnia 2011      | TNA Impact!                 | Orlando, Floryda               | 1                    | 97                   | Wyemitowano 18 sierpnia 2011. | [ 30 ]        |
| 22 | Crimson i Matt Morgan (2)                                        | 14 listopada 2011    | TNA Impact!                 | Orlando, Floryda               | 1                    | 90                   | Wyemitowano 17 listopada 2011. | [ 31 ]        |
| 23 | Magnus i Samoa Joe (2)                                           | 12 lutego 2012       | Against All Ods             | Orlando, Floryda               | 1                    | 91                   | | [ 32 ]        |
| 24 | Christopher Daniels i Kazarian (2)                               | 13 maja 2012         | Sacrifice                   | Orlando, Floryda               | 1                    | 28                   | | [ 33 ]        |
| 25 | AJ Styles (2) i Kurt Angle (2)                                   | 10 czerwca 2012      | Slammiversary               | Arlington, Teksas              | 1                    | 18                   | | [ 34 ]        |
| 26 | Christopher Daniels i Kazarian (3)                               | 28 czerwca 2012      | TNA Impact!                 | Orlando, Floryda               | 2                    | 108                  | | [ 35 ]        |
| 27 | Chavo Guerrero i Hernandez (4)                                   | 14 października 2012 | Bound for Glory             | Phoenix, Arizona               | 1                    | 103                  | Pokonali Three-way tag team match, w którym brali również udział AJ Styles i Kurt Angle. | [ 36 ]        |
| 28 | Austin Aries i Bobby Roode (5)                                   | 25 stycznia 2013     | TNA Impact!                 | Manchester, Anglia             | 1                    | 76                   | Wyemitowano 7 lutego 2013. | [ 37 ]        |
| 29 | Chavo Guerrero i Hernandez (5)                                   | 11 kwietnia 2013     | TNA Impact!                 | Corpus Christi, Teksas         | 2                    | 52                   | Był to Two out of three falls match. Jeśli Guerrero i Hernandez przegrają, poprzysięgli sobie, że nigdy więcej nie będą tag teamem. | [ 38 ]        |
| 30 | Gunner i James Storm (5)                                         | 2 czerwca 2013       | Slammiversary               | Boston, Massachusetts          | 1                    | 140                  | Był to Four-way tag team elimination match, w którym brali również udział Austin Aries i Bobby Roode oraz Christopher Daniels i Kazarian. | [ 39 ]        |
| 31 | The BroMans (Robbie E i Jessie Godderz)                          | 20 października 2013 | Bound for Glory             | San Diego, Kalifornia          | 1                    | 126                  | | [ 40 ]        |
| 32 | The Wolves (Davey Richards i Eddie Edwards)                      | 23 lutego 2014       | house show                  | Morgantown, Wirginia Zachodnia | 1                    | 7                    | | [ 41 ]        |
| 33 | The BroMans (Robbie E i Jessie Godderz)                          | 2 marca 2014         | Kaisen: Outbreak            | Tokio, Japonia                 | 2                    | 56                   | Był to Three-way tag team match, w którym brali również udział Team 246 (Kaz Hayashi i Shuji Kondo). | [ 42 ]        |
| 34 | The Wolves (Davey Richards i Eddie Edwards)                      | 27 kwietnia 2014     | Sacrifice                   | Orlando, Floryda               | 2                    | 145                  | Był to 2-on-3 Handicap No Disqualification match, z DJZ jako trzecim członkiem The BroMans. | [ 43 ]        |
| 35 | The Revolution (Abyss i James Storm (6))                         | 19 września 2014     | TNA Impact!                 | Bethlehem, Pensylwania         | 1                    | 133                  | Storm wykorzystał walizkę Feast or Fired (daną mu przez Gunnera) i wybrał za swojego partnera Abyssa. Wyemitowano 12 listopada 2014. | [ 44 ]        |
| 36 | The Wolves (Davey Richards i Eddie Edwards)                      | 30 stycznia 2015     | TNA Impact!                 | Manchester, Anglia             | 3                    | 42                   | Wyemitowano 6 marca 2015. | [ 45 ]        |
| —  | Wakat                                                            | 13 marca 2015        | TNA Impact!                 | Orlando, Floryda               | —                    | —                    | Tytuł został zwakowany z powodu kontuzji Eddiego Edwardsa. Wyemitowano 3 kwietnia 2015. | [ 46 ]        |
| 37 | The Hardys (Jeff Hardy i Matt Hardy)                             | 16 marca 2015        | TNA Impact!                 | Orlando, Floryda               | 1                    | 53                   | Był to Ultimate X match o zwakowany tytuł, w którym brali również udział Beat Down Clan (Low Ki i Kenny King), Ethana Cartera III i Bram oraz Dirty Heels (Austin Aries i Bobby Roode). Wyemitowano 17 kwietnia 2015.                                                   | [ 47 ]        |
| —  | Wakat                                                            | 8 maja 2015          | TNA Impact!                 | Orlando, Floryda               | —                    | —                    | Tytuł został zwakowany z powodu kontuzji Jeffa Hardy’ego. | [ 48 ]        |
| 38 | The Wolves (Davey Richards i Eddie Edwards)                      | 25 czerwca 2015      | TNA Impact!                 | Orlando, Floryda               | 4                    | 33                   | Pokonali Dirty Heels (Austin Aries i Bobby Roode) w 30-minutowym Iron Man matchu o zwakowany tytuł. Był to piąty pojedynek w best-of-five series. Wyemitowano 1 lipca 2015.                                                                                             | [ 49 ]        |
| 39 | Brian Myers i Trevor Lee                                         | 28 lipca 2015        | TNA Impact!                 | Orlando, Floryda               | 1                    | 1                    | Jeff i Karen Jarrett podarowali walizkę Feast or Fired, należącą do Nicka Aldisa (Magnusa), Myersowi i Lee. Wyemitowano 2 września 2015. | [ 50 ]        |
| 40 | The Wolves (Davey Richards i Eddie Edwards)                      | 29 lipca 2015        | TNA Impact!                 | Orlando, Floryda               | 5                    | 186                  | Wyemitowano 9 września 2015. | [ 51 ]        |
| 41 | Beer Money, Inc. (James Storm (7) i Bobby Roode (6))             | 31 stycznia 2016     | TNA Impact!                 | Birmingham, Anglia             | 5                    | 48                   | Storm wykorzystał swoją walizkę Feast or Fired, wybierając za swojego partnera Roode’a. Wwyemitowano 8 marca 2016. | [ 52 ]        |
| 42 | Decay (Abyss (2) i Crazzy Steve)                                 | 19 marca 2016        | Impact Wrestling: Sacrifice | Orlando, Floryda               | 1                    | 197                  | Był to Valley of Shadows match. Wyemitowano 26 kwietnia 2016. | [ 53 ]        |
| 43 | The Broken Hardys (Broken Matt i Brother Nero)                   | 2 października 2016  | Bound for Glory             | Orlando, Floryda               | 2                    | 152                  | Był to The Great War. | [ 54 ]        |
| —  | Wakat                                                            | 3 marca 2017         | TNA Impact!                 | Orlando, Floryda               | —                    | —                    | The Broken Hardys nie przedłużyli kontraktu z TNA. | [ 55 ] [ 56 ] |
| 44 | The Latin American Xchange (Ortiz i Santana)                     | 4 marca 2017         | GFW Impact!                 | Orlando, Floryda               | 1                    | 169                  | Był to Four-way tag team match o zwakowany tytuł, w którym brali również udział Decay, Reno Scum (Adam Thornstowe i Luster the Legend) oraz Garza Jr. i Laredo Kid. Wyemitowano 30 marca 2017.                                                                          | [ 57 ] [ 58 ] |
| 45 | Ohio Versus Everything (Jake i Dave Crist)                       | 20 sierpnia 2017     | GFW Impact!: Victory Road   | Orlando, Floryda               | 1                    | 81                   | Wyemitowano 28 września 2017. | [ 59 ] [ 60 ] |
| 46 | The Latin American Xchange (Ortiz i Santana)                     | 9 listopada 2017     | GFW Impact!                 | Ottawa, Ontario, Kanada        | 2                    | 164                  | Wyemitowano 4 stycznia 2018. | [ 61 ] [ 62 ] |
| 47 | Eli Drake i Scott Steiner (2)                                    | 22 kwietnia 2018     | Redemption                  | Orlando, Floryda               | 1                    | 2                    | Drake wykorzystał swoją walizkę Feast or Fired, wybierając za swojego partnera Steinera. | [ 63 ]        |
| 48 | Z & E (DJZ i Andrew Everett)                                     | 24 kwietnia 2018     | Impact!                     | Orlando, Floryda               | 1                    | 2                    | Wyemitowano 17 maja 2018. | [ 64 ] [ 65 ] |
| 49 | The Latin American Xchange (Ortiz i Santana)                     | 26 kwietnia 2018     | Impact!                     | Orlando, Floryda               | 3                    | 261                  | Wyemitowano 21 czerwca 2018. | [ 66 ] [ 67 ] |
| 50 | The Lucha Bros. (Fenix i Pentagon Jr.)                           | 12 stycznia 2019     | Impact!                     | Meksyk, Meksyk                 | 1                    | 106                  | Wyemitowano 8 lutego 2019. | [ 68 ] [ 69 ] |
| 51 | The Latin American Xchange (Ortiz i Santana)                     | 28 kwietnia 2019     | Rebellion                   | Toronto, Ontario, Kanada       | 4                    | 68                   | Był to Full Metal Mayhem tag team match. | [ 70 ]        |
| 52 | The North (Ethan Page i Josh Alexander)                          | 5 lipca 2019         | Bash at the Brewery         | San Antonio, Teksas            | 1                    | 380                  | | [ 71 ]        |
| 53 | The Motor City Machine Guns (Alex Shelley i Chris Sabin)         | 19 lipca 2020        | Impact!                     | Nashville, Tennessee           | 2                    | 95                   | Wyemitowano 21 lipca 2020. | [ 72 ]        |
| 54 | The North (Ethan Page i Josh Alexander)                          | 24 października 2020 | Bound for Glory             | Nashville, Tennessee           | 2                    | 21                   | Był to Four-way tag team match, w którym brali również udział The Good Brothers (Karl Anderson i Doc Gallows oraz Ace Austin i Madman Fulton. | [ 73 ]        |
| 55 | The Good Brothers (Doc Gallows i Karl Anderson)                  | 14 listopada 2020    | Turning Point               | Nashville, Tennessee           | 1                    | 119                  | | [ 74 ]        |
| 56 | FinJuice (David Finlay i Juice Robinson)                         | 13 marca 2021        | Sacrifice                   | Nashville, Tennessee           | 1                    | 68                   | | [ 75 ]        |
| 57 | Violent By Design (Eric Young (3), Rhino, Joe Doering, Deaner)   | 20 maja 2021         | Impact!                     | Nashville, Tennessee           | 1                    | 58                   | Rhino wykorzystał Call Your Shot Gauntlet, zdobyte na Bound for Glory, aby otrzymać szansę walki o pasy mistrzowskie. Na odcinku Impact! z 3 czerwca, Eric Young zdecydował, że członkowie Violent By Design będą bronić tytuły mistrzowskie na zasadzie Freebird Rule. | [ 76 ] [ 77 ] |
| 58 | The Good Brothers (Doc Gallows i Karl Anderson)                  | 17 lipca 2021        | Slammiversary               | Nashville, Tennessee           | 2                    | 231                  | Był to Four-way tag team match, w którym brali również udział Rich Swann i Willie Mack oraz No Way i Fallah Bahh. Doering i Rhino reprezentowali Violent By Design. | [ 78 ]        |
| 59 | Violent By Design (Eric Young (4), Joe Doering, Deaner)          | 5 marca 2022         | Sacrifice                   | Louisville, Kentucky           | 2                    | 63                   | Doering i Young wygrali tytuły, lecz Deaner również był uznawany za mistrza pod zasadą Freebird Rule. | [ 79 ]        |
| 60 | The Briscoes (Jay Briscoe i Mark Briscoe)                        | 7 maja 2022          | Under Siege                 | Newport, Kentucky              | 1                    | 43                   | Young i Deaner reprezentowali Violent By Design. | [ 80 ]        |
| 61 | The Good Brothers (Doc Gallows i Karl Anderson)                  | 19 czerwca 2022      | Slammiversary               | Nashville, Tennessee           | 3                    | 68                   | | [ 81 ]        |
| 62 | Honor No More (Matt Taven i Mike Bennett)                        | 26 sierpnia 2022     | Impact!                     | Dallas, Teksas                 | 1                    | 43                   | Wyemitowano 1 września 2022. | [ 82 ]        |
| 63 | Heath i Rhino (2)                                                | 8 października 2022  | Impact!                     | Albany, Nowy Jork              | 1                    | 62                   | Wyemitowano 20 października 2022. | [ 83 ]        |
| 64 | The Motor City Machine Guns (Alex Shelley i Chris Sabin)         | 9 grudnia 2022       | Impact!                     | Pembroke Pines, Floryda        | 3                    | 78                   | Wyemitowano 15 grudnia 2022. | [ 84 ]        |
| 65 | ABC (Ace Austin i Chris Bey)                                     | 25 lutego 2023       | Impact!                     | Las Vegas, Nevada              | 1                    | 140                  | Wyemitowano 2 marca 2023. | [ 85 ]        |
| 66 | Subculture (Flash Morgan Webster i Mark Andrews)                 | 15 lipca 2023        | Slammiversary               | Windsor, Ontario, Kanada       | 1                    | 43                   | Był to Four-way tag team match, w którym brali również udział Moose i Brian Myers oraz Rich Swann i Sami Callihan. | [ 86 ]        |
| 67 | The Rascalz (Trey Miguel i Zachary Wentz)                        | 27 sierpnia 2023     | Emergence                   | Toronto, Ontario, Kanada       | 1                    | 55                   | | [ 87 ]        |
| 68 | ABC (Ace Austin i Chris Bey)                                     | 21 października 2023 | Bound for Glory             | Cicero, Illinois               | 2                    | 139                  | Bey wykorzystał swoją walizkę Feast or Fired, wybierając za swojego partnera Austina. | [ 88 ]        |
| 69 | The System (Eddie Edwards (6) i Brian Myers (2))                 | 8 marca 2024         | Sacrifice                   | Windsor, Ontario, Kanada       | 1                    | 134                  | | [ 89 ]        |
| 70 | ABC (Ace Austin i Chris Bey)                                     | 20 lipca 2024        | Slammiversary               | Montreal, Quebec, Kanada       | 3                    | 55                   | | [ 90 ]        |
| 71 | The System (Eddie Edwards (7) i Brian Myers (3))                 | 13 września 2024     | Victory Road                | San Antonio, Teksas            | 2                    | 43                   | | [ 91 ]        |
| 71 | The Hardys (Jeff Hardy i Matt Hardy)                             | 26 października 2024 | Bound for Glory             | Detroit, Michigan              | 3                    | 183                  | Był to Three-way Full Metal Mayhem match, w którym brali również udział ABC (Ace Austin i Chris Bey). | [ 92 ]        |
| 72 | The Nemeth Brothers (Nic Nemeth i Ryan Nemeth)                   | 27 kwietnia 2025     | Rebellion                   | Los Angeles, Kalifornia        | 1                    | 84                   | | [ 93 ]        |
| 73 | The Hardys (Jeff Hardy i Matt Hardy)                             | 20 lipca 2025        | Slammiversary               | Elmont, Nowy Jork              | 4                    | 1+                   | Był to Four-way tag team ladder match, w którym brali również udział The Rascalz (Trey Miguel i Zachary Wentz) oraz Fir$t Cla$$ (A. J. Francis i KC Navarro). | [ 94 ]        |

## Połączone panowania

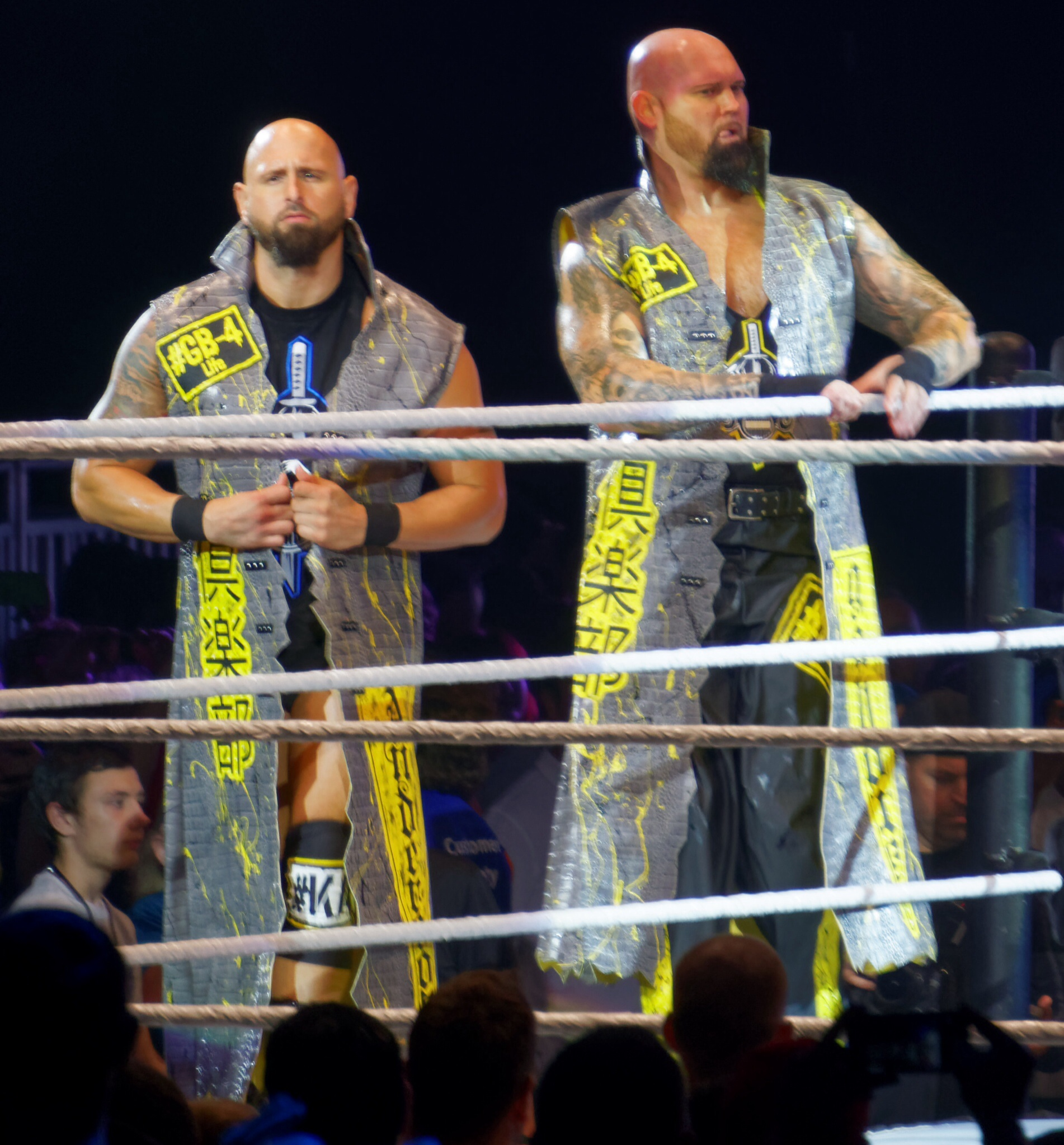
The Good Brothers

| † | Obecni posiadacze |

### Tag Teamy
| Lp. | Drużyna | Liczba panowań | Łączna liczba dni |
| --- | --- | -------------- | ----------------- |
| 1   | The Latin American Xchange (Ortiz i Santana)                                                                             | 4              | 662               |
| 2   | Beer Money, Inc. (Robert/Bobby Roode i James Storm)                                                                      | 5              | 514               |
| 3   | The Good Brothers (Doc Gallows i Karl Anderson)                                                                          | 3              | 418               |
| 4   | The Wolves (Davey Richards i Eddie Edwards)                                                                              | 5              | 413               |
| 5   | The North (Ethan Page i Josh Alexander)                                                                                  | 2              | 401               |
| 6   | The Hardys (Brother Nero/Jeff Hardy i Matt Hardy/Broken Matt) †                                                          | 4              | 389+              |
| 7   | The Motor City Machine Guns (Alex Shelley i Chris Sabin)                                                                 | 3              | 357               |
| 8   | ABC (Ace Austin i Chris Bey)                                                                                             | 3              | 334               |
| 9   | Decay (Abyss i Crazzy Steve)                                                                                             | 1              | 197               |
| 10  | Christian’s Coalition (AJ Styles i Tomko)                                                                                | 1              | 184               |
| 11  | The BroMans (Robbie E i Jessie Godderz)                                                                                  | 2              | 182               |
| 12  | The System (Eddie Edwards i Brian Myers)                                                                                 | 2              | 177               |
| 13  | Chavo Guerrero i Hernandez                                                                                               | 2              | 155               |
| 14  | Gunner i James Storm | 1              | 140               |
| 15  | Bad Influence (Christopher Daniels i Kazarian)                                                                           | 2              | 136               |
| 16  | The Revolution (Abyss i James Storm)                                                                                     | 1              | 133               |
| 17  | Violent By Design (Panowanie 1: Eric Young, Rhino, Joe Doering i Deaner) (Panowanie 2: Eric Young, Joe Doering i Deaner) | 2              | 124               |
| 18  | Team 3D (Brother Devon i Brother Ray)                                                                                    | 2              | 122               |
| 19  | The Lucha Brothers (Fenix i Pentagon Jr.)                                                                                | 1              | 106               |
| 20  | Mexican America (Anarquia i Hernandez)                                                                                   | 1              | 97                |
| 21  | The British Invasion (Brutus Magnus i Doug Williams)                                                                     | 1              | 91                |
| 21  | The Latin American Xchange (Hernandez i Homicide)                                                                        | 1              | 91                |
| 21  | Magnus i Samoa Joe | 1              | 91                |
| 21  | The Main Event Mafia (Booker T i Scott Steiner)                                                                          | 1              | 91                |
| 25  | Crimson i Matt Morgan | 1              | 90                |
| 26  | The Nemeth Brothers (Nic Nemeth i Ryan Nemeth)                                                                           | 1              | 84                |
| 27  | Ohio Versus Everything (Dave Crist i Jake Crist)                                                                         | 1              | 81                |
| 28  | Hernandez i Matt Morgan                                                                                                  | 1              | 78                |
| 29  | Austin Aries i Bobby Roode                                                                                               | 1              | 76                |
| 30  | FinJuice (David Finlay i Juice Robinson)                                                                                 | 1              | 65                |
| 31  | Heath i Rhyno | 1              | 62                |
| 32  | The Rascalz (Trey Miguel i Zachary Wentz)                                                                                | 1              | 55                |
| 33  | Subculture (Mark Andrews i Flash Morgan Webster)                                                                         | 1              | 43                |
| 33  | The Briscoes (Jay Briscoe i Mark Briscoe)                                                                                | 1              | 43                |
| 33  | The Kingdom (Mike Bennett i Matt Taven)                                                                                  | 1              | 43                |
| 36  | The Band (Eric Young, Kevin Nash i Scott Hall)                                                                           | 1              | 41                |
| 37  | Team Pacman (Adam Jones i Ron Killings)                                                                                  | 1              | 35                |
| 38  | Matt Morgan | 1              | 29                |
| 39  | Samoa Joe | 1              | 28                |
| 40  | The Lethal Consequences (Consequence Creed i Jay Lethal)                                                                 | 1              | 26                |
| 41  | AJ Styles i Kurt Angle                                                                                                   | 1              | 18                |
| 42  | Kurt Angle | 1              | 15                |
| 43  | Kurt Angle i Sting | 1              | 13                |
| 44  | Z&E (Andrew Everett i DJZ)                                                                                               | 1              | 2                 |
| 44  | Eli Drake i Scott Steiner                                                                                                | 1              | 2                 |
| 46  | Brian Myers i Trevor Lee                                                                                                 | 1              | 1                 |
| 47  | Kaz i Eric Young/Super Eric                                                                                              | 1              | <1                |

### Indywidualne
| Lp. | Wrestler                  | Liczba panowań | Łączna liczba dni |
| --- | ------------------------- | -------------- | ----------------- |
| 1   | James Storm               | 7              | 787               |
| 2   | Ortiz                     | 4              | 662               |
| 2   | Santana                   | 4              | 662               |
| 4   | Robert/Bobby Roode        | 6              | 590               |
| 4   | Eddie Edwards             | 7              | 590               |
| 6   | Hernandez                 | 5              | 421               |
| 7   | Doc Gallows               | 3              | 418               |
| 7   | Karl Anderson             | 3              | 418               |
| 9   | Davey Richards            | 5              | 413               |
| 10  | Ethan Page                | 2              | 401               |
| 10  | Josh Alexander            | 2              | 401               |
| 12  | Brother Nero/Jeff Hardy † | 4              | 389+              |
| 12  | Matt Hardy/Broken Matt †  | 4              | 389+              |
| 14  | Alex Shelley              | 3              | 357               |
| 14  | Chris Sabin               | 3              | 357               |
| 16  | Ace Austin                | 3              | 334               |
| 16  | Chris Bey                 | 3              | 334               |
| 18  | Abyss                     | 2              | 330               |
| 19  | AJ Styles                 | 2              | 202               |
| 20  | Matt Morgan               | 2              | 197               |
| 20  | Crazzy Steve              | 1              | 197               |
| 22  | Tomko                     | 1              | 184               |
| 23  | Jessie Godderz            | 2              | 182               |
| 23  | Magnus                    | 2              | 182               |
| 23  | Robbie E                  | 2              | 182               |
| 26  | Brian Myers               | 3              | 178               |
| 27  | Eric Young/Super Eric     | 4              | 165               |
| 28  | Chavo Guerrero            | 2              | 155               |
| 29  | Gunner                    | 1              | 140               |
| 30  | Kaz/Kazarian              | 3              | 136               |
| 30  | Christopher Daniels       | 2              | 136               |
| 32  | Joe Doering               | 2              | 124               |
| 32  | Deaner                    | 2              | 124               |
| 34  | Rhino                     | 2              | 123               |
| 35  | Brother Devon             | 2              | 122               |
| 35  | Brother Ray               | 2              | 122               |
| 37  | Samoa Joe                 | 2              | 119               |
| 38  | Fenix                     | 1              | 106               |
| 38  | Pentagon Jr.              | 1              | 106               |
| 40  | Anarquia                  | 1              | 97                |
| 41  | Scott Steiner             | 2              | 93                |
| 42  | Booker T                  | 1              | 91                |
| 42  | Doug Williams             | 1              | 91                |
| 42  | Homicide                  | 1              | 91                |
| 45  | Crimson                   | 1              | 90                |
| 46  | Nic Nemeth                | 1              | 84                |
| 46  | Ryan Nemeth               | 1              | 84                |
| 48  | Dave Crist                | 1              | 81                |
| 48  | Jake Crist                | 1              | 81                |
| 50  | Austin Aries              | 1              | 76                |
| 51  | David Finlay              | 1              | 65                |
| 51  | Juice Robinson            | 1              | 65                |
| 53  | Heath                     | 1              | 62                |
| 54  | Trey Miguel               | 1              | 55                |
| 54  | Zachary Wentz             | 1              | 55                |
| 56  | Kurt Angle                | 2              | 46                |
| 57  | Mark Andrews              | 1              | 43                |
| 57  | Flash Morgan Webster      | 1              | 43                |
| 57  | Jay Briscoe               | 1              | 43                |
| 57  | Mark Briscoe              | 1              | 43                |
| 57  | Mike Bennett              | 1              | 43                |
| 57  | Matt Taven                | 1              | 43                |
| 63  | Kevin Nash                | 1              | 41                |
| 63  | Scott Hall                | 1              | 41                |
| 65  | Adam Jones                | 1              | 35                |
| 65  | Ron Killings              | 1              | 35                |
| 67  | Consequences Creed        | 1              | 26                |
| 67  | Jay Lethal                | 1              | 26                |
| 69  | Sting                     | 1              | 13                |
| 70  | Andrew Everett            | 1              | 2                 |
| 70  | DJZ                       | 1              | 2                 |
| 70  | Eli Drake                 | 1              | 2                 |
| 73  | Trevor Lee                | 1              | 1                 |